# Чуж'єм
Чуж'є́м (рос. Чужьем) — присілок в Можгинському районі Удмуртії, Росія.
Урбаноніми:
- вулиці — Садова

## Населення
Населення — 123 особи (2010; 135 в 2002).
Національний склад станом на 2002 рік:
- удмурти — 100 %